# Pieter Bleeker

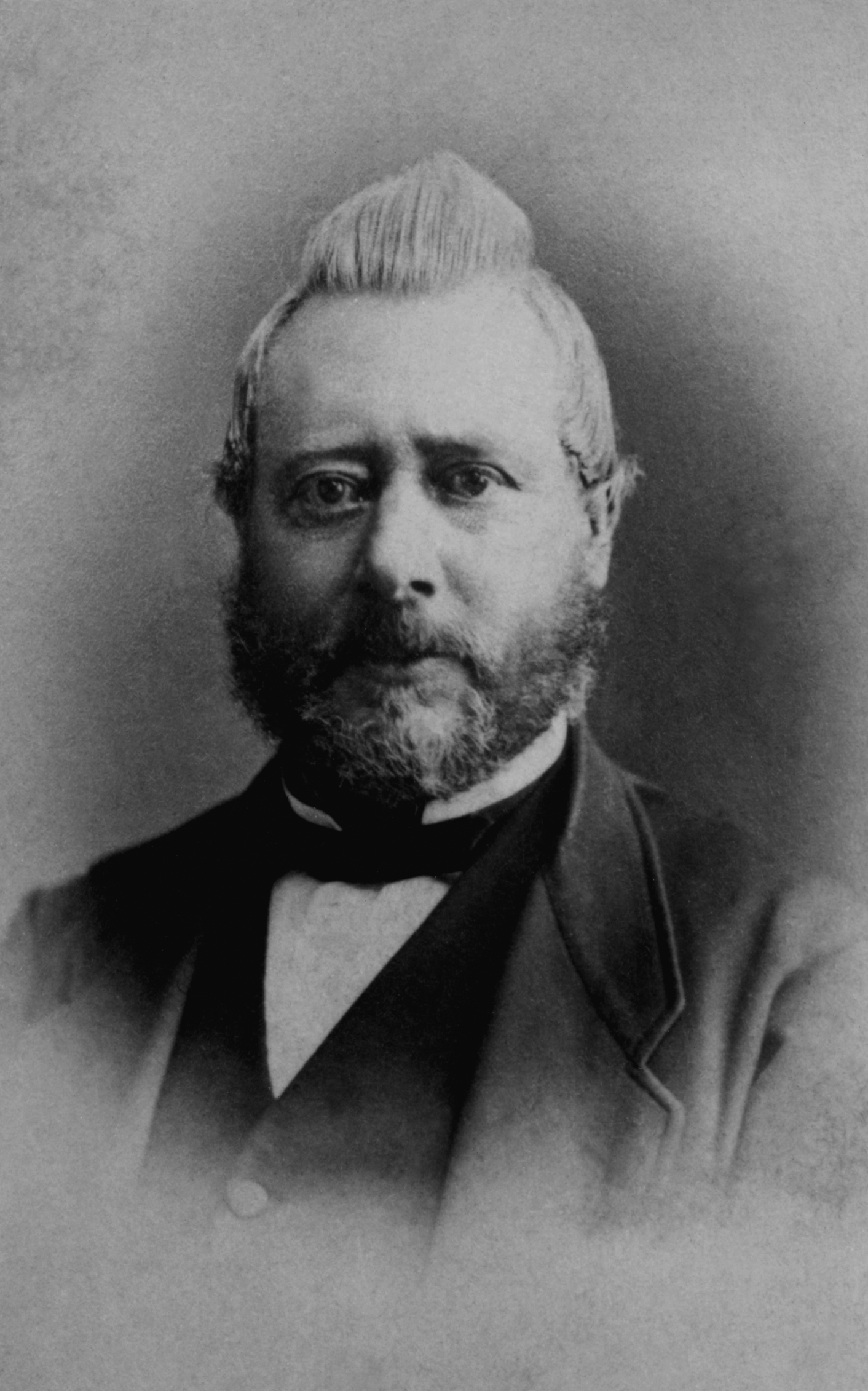
Pieter Bleeker

Pieter Bleeker (* 10. Juli 1819 in Zaandam; † 24. Januar 1878 in ’s-Gravenhage) war ein niederländischer Arzt und Ichthyologe, der sich mit seinen Arbeiten über die Fische Ostasiens große Verdienste erworben hat.

## Leben
Bleeker war ein Sohn und das zweitjüngste Kind aus einer kinderreichen Familie. Sein Vater Klaas Pietersz. Bleeker (3. Januar 1772–19. Dezember 1844) betrieb eine kleine Segelmacherei, seine Mutter hieß Maritje Pekelharing (18. April 1786–1. Dezember 1837). Bleeker kam in die Lehre zu dem Apotheker Bertram Brachet in Amsterdam und besuchte von 1838 bis 1840 er eine Arztschule in Haarlem. Nachdem er die Prüfung zum „Stadtchirurgen und Landarzt“ abgelegt hatte, fühlte er sich zu jung für den Arztberuf. Er interessierte sich mehr für Physiologie und Zoologie, daher verbrachte er viel Zeit in der Bibliothek des Museums in Haarlem und las dort viele Schriften zu diesen Themen. Da er sich mehr für Naturgeschichte als für Medizin interessierte, bewarb er sich um eine Anstellung im Rijksmuseum van Natuurlijke Historie in Leiden. Nach der Absage setzte er zunächst für sechs Monate sein Medizinstudium in Paris fort. Anschließend bewarb er sich erneut vergeblich darum, eine Anstellung im Leidener Museum zu bekommen. Daher trat er als Sanitätsoffizier in die niederländischen Armee ein und wurde bis 1860 in Niederländisch-Indien eingesetzt. Im März 1842 kam er nach Batavia und wurde Adjutant im Büro des Chefs des Sanitätsdienstes. Nebenbei war er als Chefredakteur für eine Zeitschrift tätig, die sich ausschließlich den mit den Naturwissenschaften und der Medizin beschäftigte. Während dieser Zeit widmete er sich neben seiner ärztlichen Tätigkeit auch dem Fischfang und der Beschreibung neuer Arten, von denen er viele, die von ihm erstmals beschriebenen wurden, von lokalen Fischern erhielt.

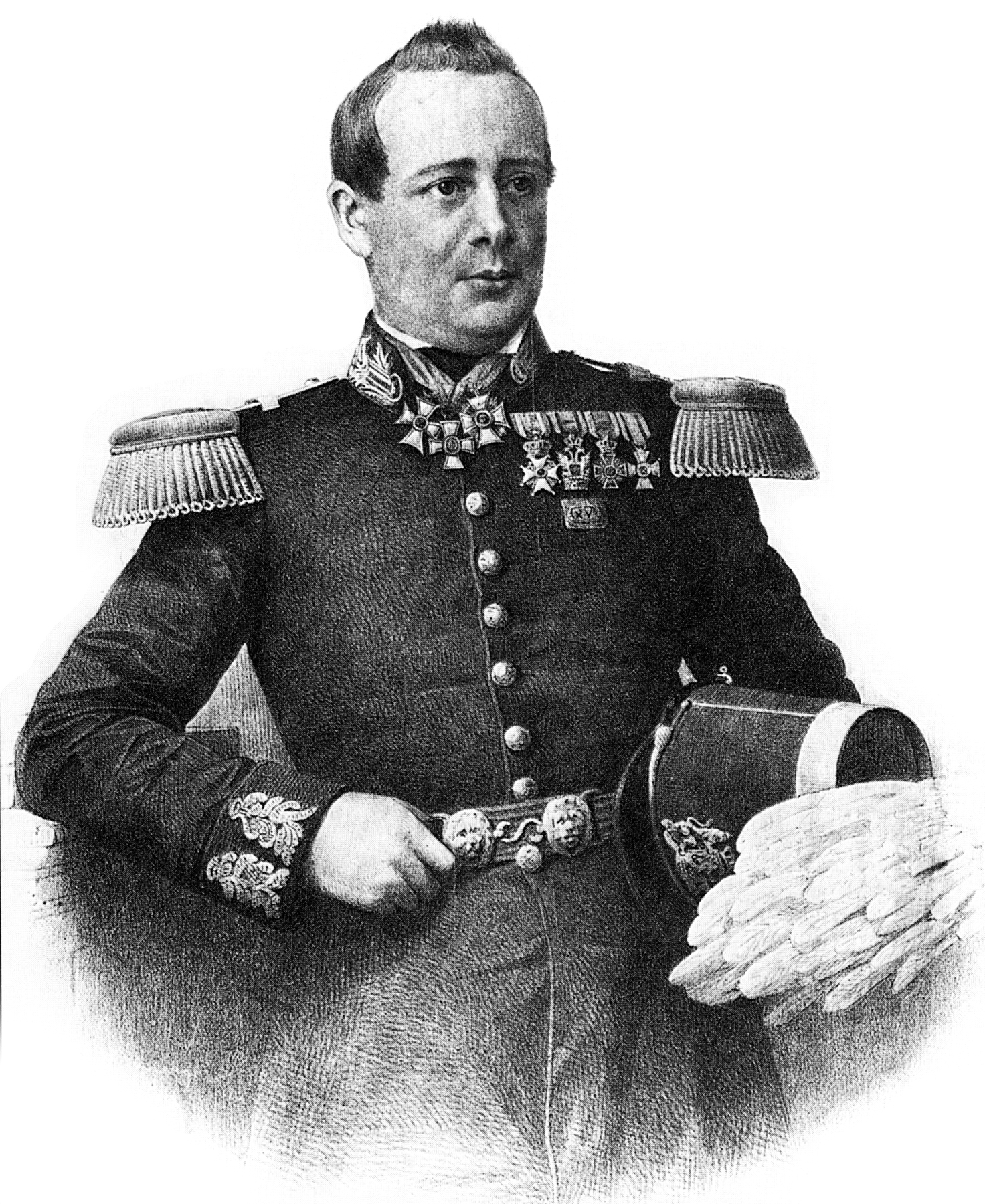
Bleeker als Offizier

Im Jahr 1844 präsentierte er erste Ergebnisse seiner Arbeit im ersten Jahrgang der Reihe Natuur- en Geneeskundig Archief van Nederlandsch-Indië. Weitere Beiträge folgten in den Jahrgängen zwei bis vier.
Bleerkers Freundschaft mit Wolter Robert Baron van Hoëvell, der um 1846 aufgrund einiger statistischer Beiträge in seinen Schriften bei Regierung in Ungnade gefallen war, wurde auch Bleeker 1847 zur „Persona non grata“ erklärt und verlor, gegen den Willen seines Vorgesetzten Willem Bosch, seinen Posten als dessen Adjutant. Danach erfolgte seine Versetzung nach Semarang und er musste diese Veröffentlichungen einstellen, die als Vorläufer der Zeitschrift Natuurkundig tijdschrift voor Nederlandsch Indie der 1848 gegründeten „Koninklijke Natuurkundige Vereeniging in Nederlandsch Indië“ galt, die von 1850 bis 1940 erschien. 1848 behandelte er zahlreiche Patienten, die an Dysenterie (Ruhr) litten und schrieb darüber die Abhandlung De Dysenterie van een pathologisch-anatomisch en practisch standpunct beschouwd. das Werk brachte ihm die Ehrendoktorwürde der Universität Utrecht ein und wurde ins Englische und Französische übersetzt. Bereits zuvor war ihm eine Ehrendoktorwürde vom Senat der Stadt Leiden für seine erste medizinisch-topografische Arbeit verliehen worden. Seine zoologische Arbeit ruhte in diesem Jahr fast vollständig und er verfasste nur einen einzigen, zudem sehr kurzen, zoologischen Artikel der im Singapore in het Journal of the Indian Archipelago and Eastern Asia abgedruckt wurde. Darin schrieb er unter anderem:

“The year 1846 will be noted in the history of Netherlands India as the last year of the decennium of scientific activity”

„Das Jahr 1846 wird in die Geschichte Niederländisch-Indiens als das letzte Jahr des Jahrzehnts wissenschaftlicher Tätigkeit eingehen“

Dies führte fast zu seinem Rauswurf aus der Armee. Im Verlauf der zweiten Bali-Expedition wurde er nach Surabaya und von dort nach Ambarawa verlegt und im Jahr 1849 wurde Bleeker von Bosch die Leitung der neu gegründeten medizinischen Schule für Einheimische anvertraut und er kehrte nach Batavia zurück. 1850 wurde er Vorsitzender der „Koninklijke Natuurkundige Vereeniging in Nederlandsch Indië“. Während seiner Zeit in Indonesien sammelte Bleeker über 12.000 Fische, von denen ein Großteil heute noch im Nationalen Naturhistorischen Museum in Leiden zu besichtigen ist.
Da er keine Möglichkeit sah, sein groß angelegtes Werk über die Fischfauna Niederländisch-Ostindiens vor Ort drucken zu lassen, reichte er seinen Abschied ein und kehrte 1860 in seine Heimat zurück und ließ sich in Leiden nieder. Er setzte sich zudem für die Interessen Niederländisch-Indiens ein und übernahm von van Hoëvell die Redaktion der Natuurkundig Tijdschrift voor Nederlandsch-Indië. Beim Ausbruch einer Choleraepidemie 1860 ließ Bleeker seine Rezeptur für eine „Indische cholera-mixtuur“ in einer Broschüre veröffentlichen, die bald als „Bleekersdrank“ bezeichnet wurde. erhielt. 1864 wurde Bleeker von Johan Rudolf Thorbecke zum „Staatsrat in außerordentlichen Diensten“ ernannt.
Bleeker setzte seine Studien fort und begann mit der Veröffentlichung seiner Studien während seiner Zeit in Indonesien in seinem Hauptwerk, den Atlas ichthyologique, der 1862 erstmals erschien. Darin beschreibt Bleeker anhand von über 1500 Abbildungen 511 neue Gattungen, einschließlich der Gattung Betta und 1925 neue Arten. 1855 wurde er korrespondierendes und 1862 volles Mitglied der Königlich Niederländischen Akademie der Wissenschaften.
Die Nederlandsch Tijdschrift voor de Dierkunde, die auf sein Drängen hin gegründete worden war, musste 1873 wieder eingestellt werden, da es an Beiträgen mangelte. Auch die Veröffentlichung seines Atlas verzögerte sich durch finanzielle Schwierigkeiten und es gelang ihm nicht, sein monumentales Werk zu vollenden. So erschienen nur neun Teile, von denen der letzte unvollständig war und es fehlte noch rund ein Fünftel bis zur Vollendung. Der Rest blieb als unfertiges Manuskript zurück.

Fischbilder aus dem Atlas ichthyologique des Indes orientales néêrlandaises
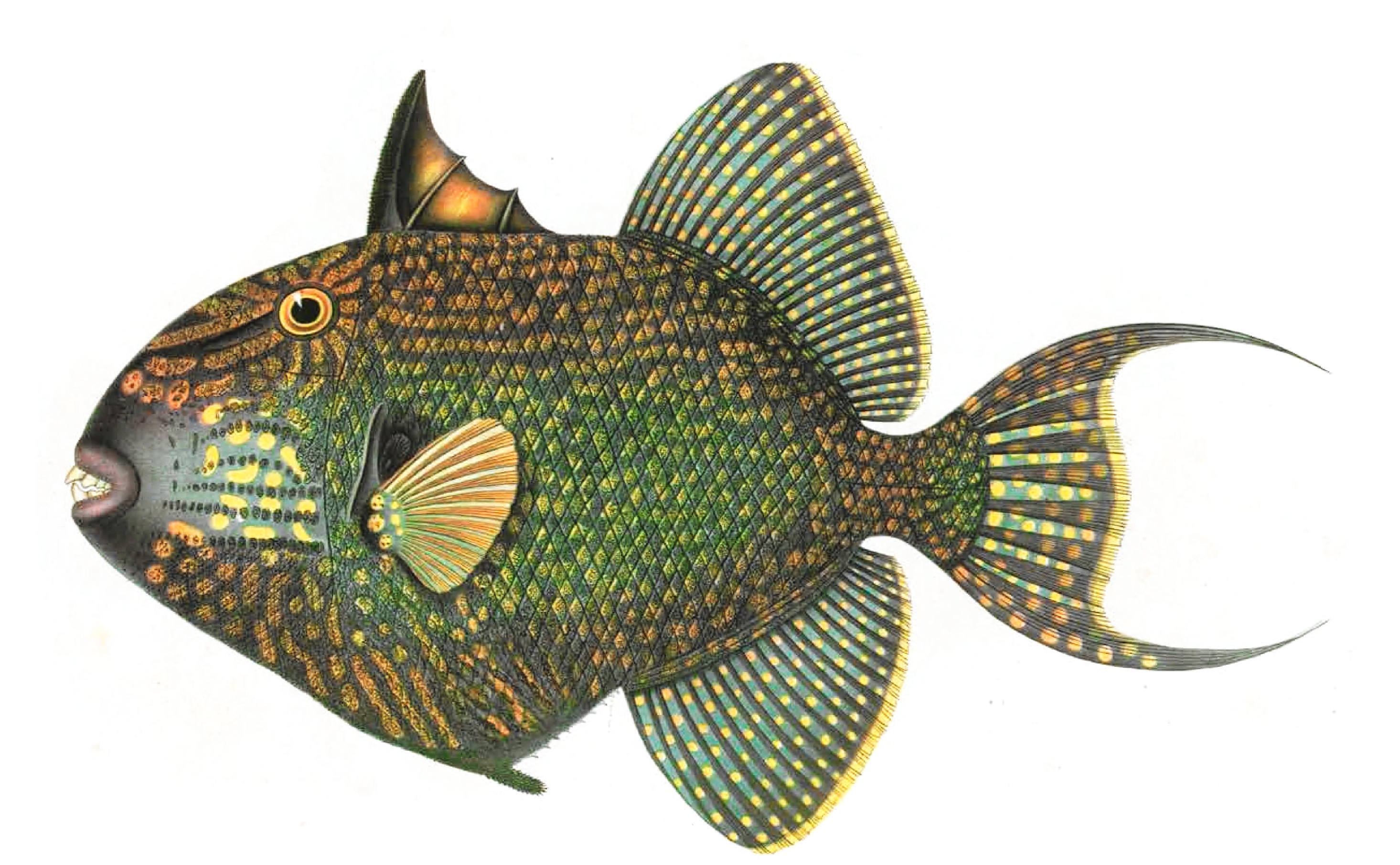
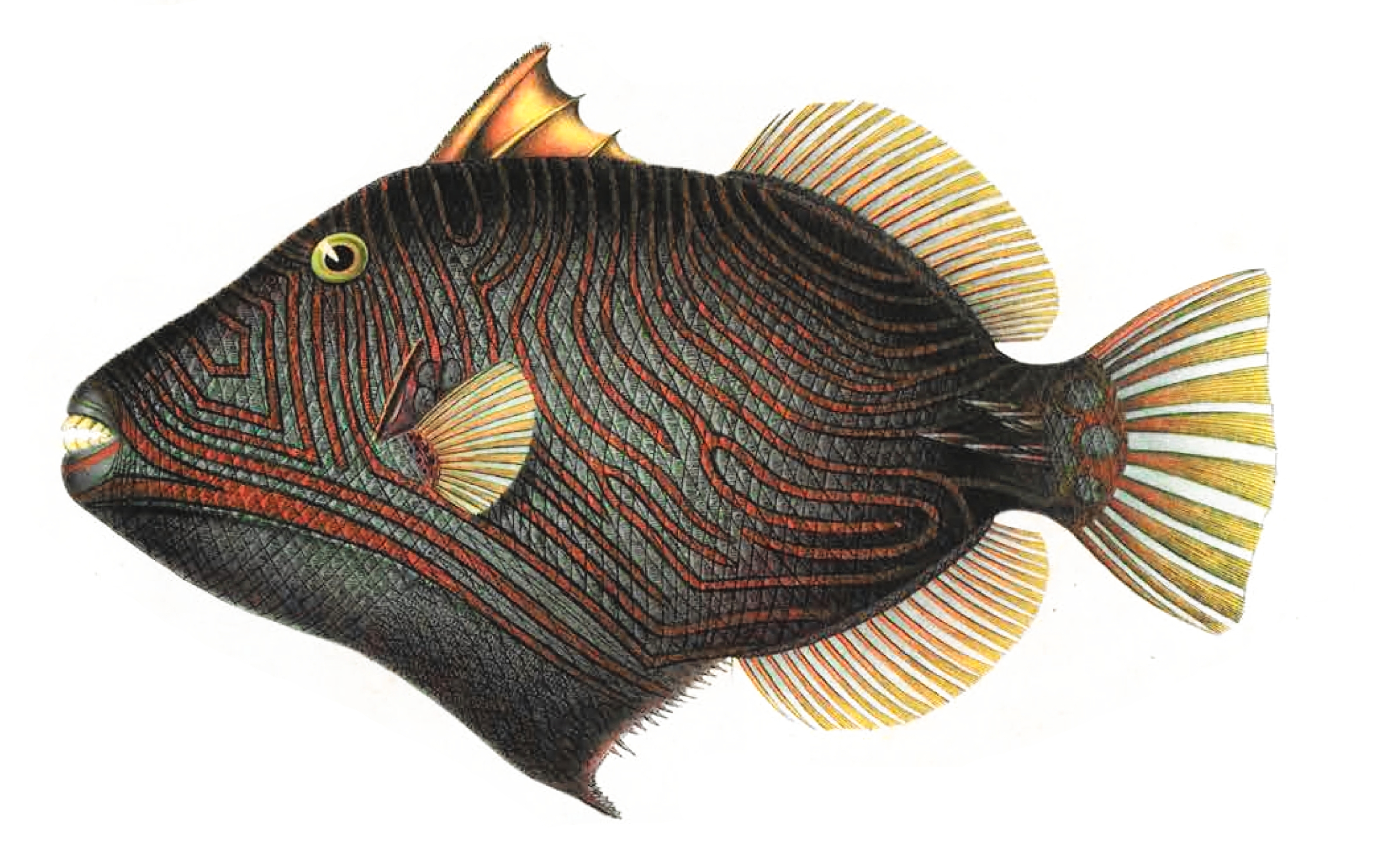
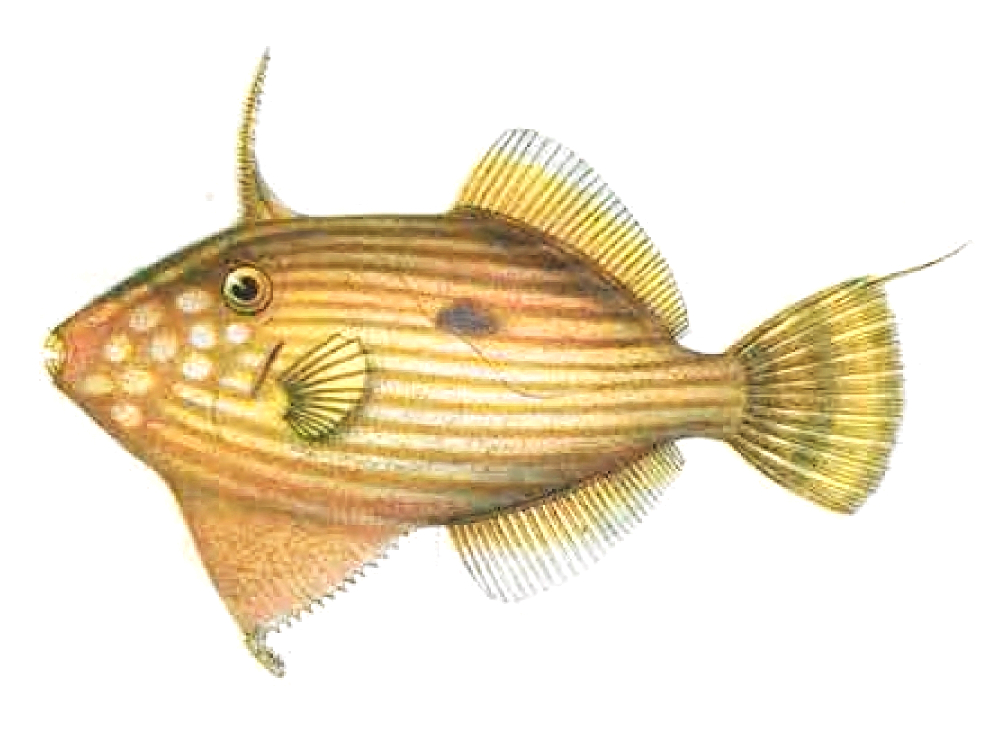
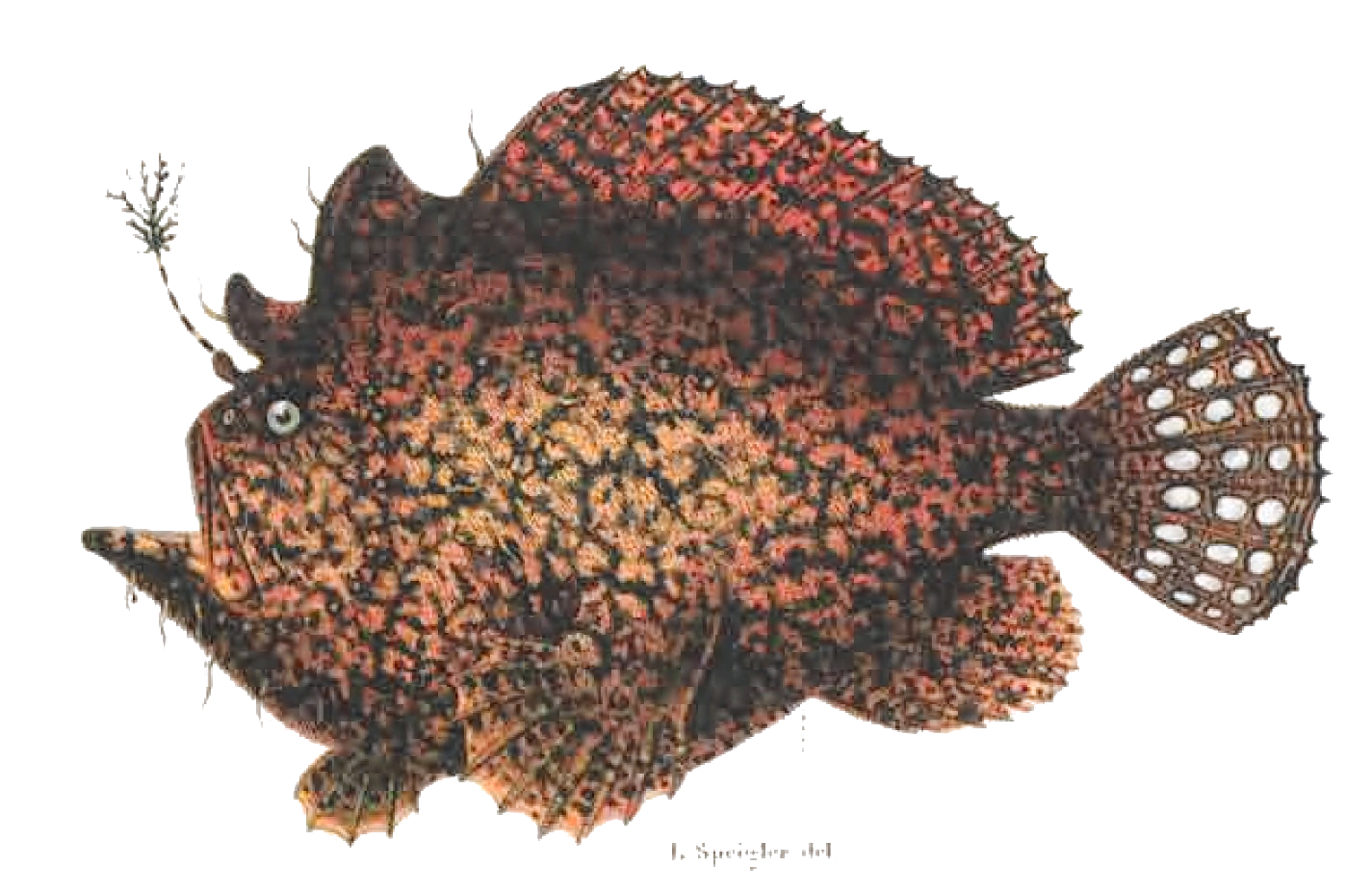
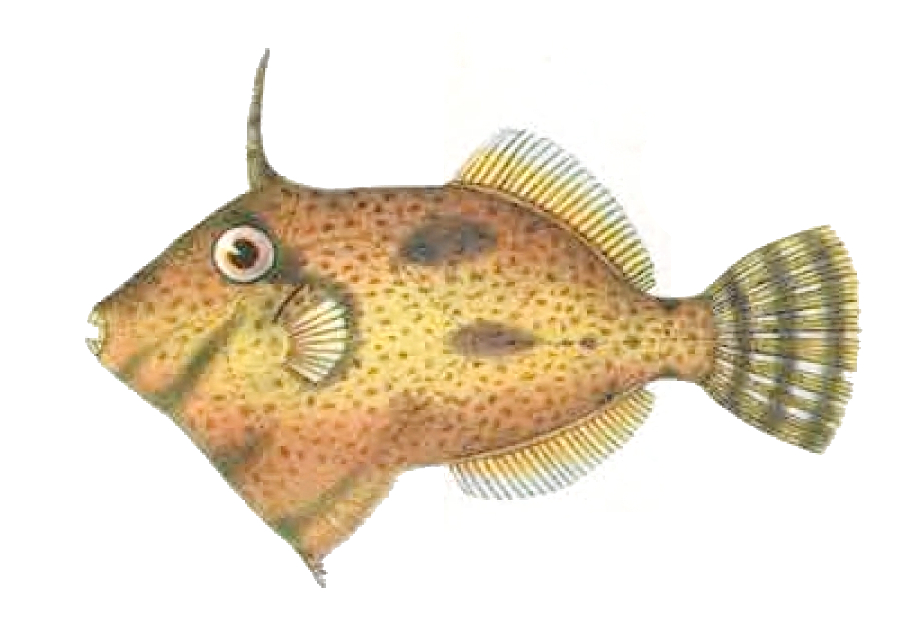
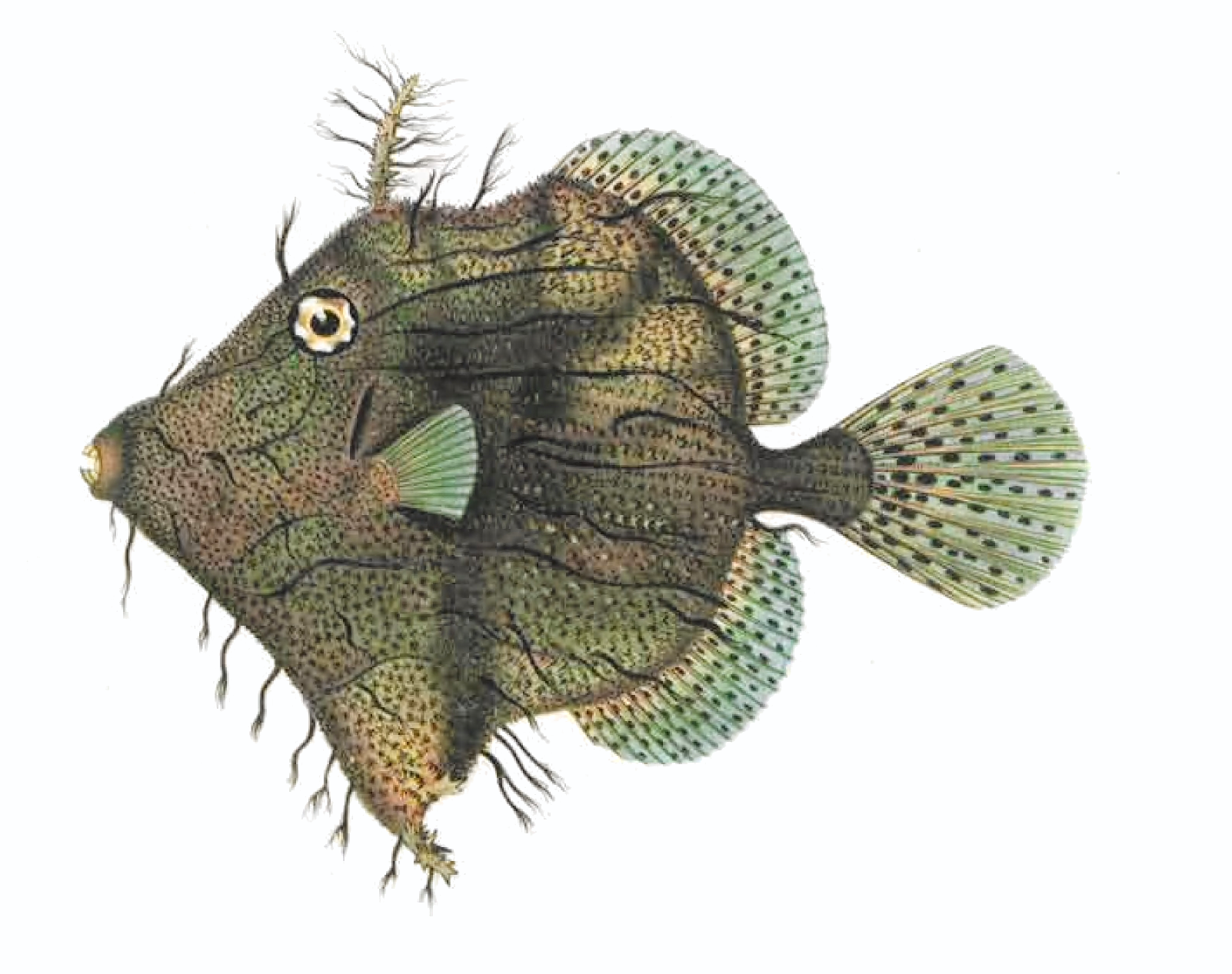
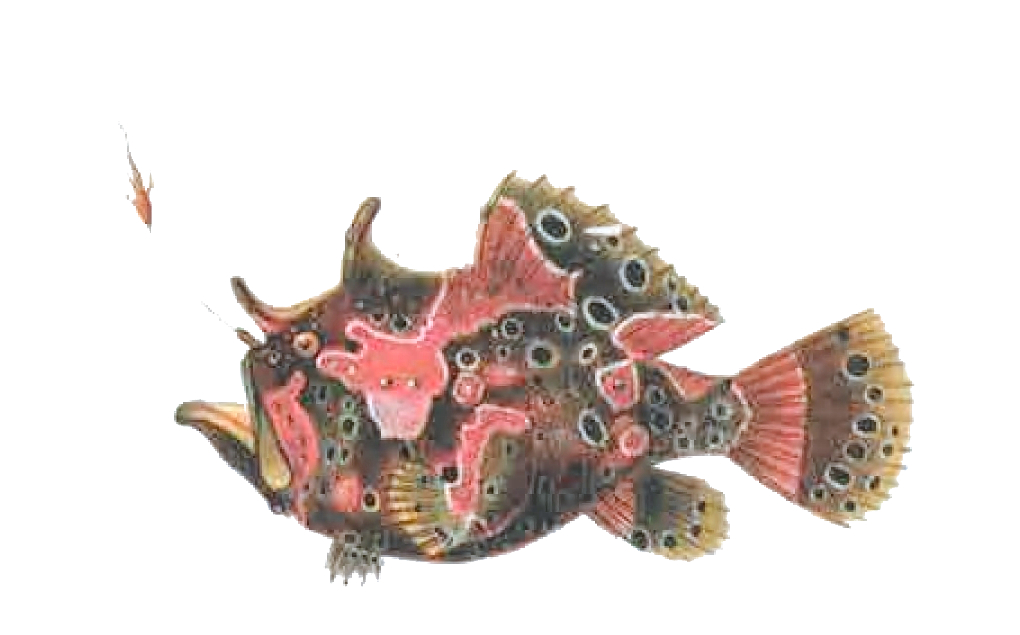

## Familie
Bleeker war seit 1845 mit Henriëtta Christina (geborene Rudolf) verheiratet, der jüngsten Tochter von Marten Rudolph, eines niederländisch-indischen Beamten, und dessen Frau Marie Elize (geborene Teissière).
- Maria Elisa Martina Jenny Charlotta Bleeker (1849–1928) ⚭ 1868 mit Willem Hendrick Baron van Heerdt, Adjutant des Königs Willem III.[6]
  - Willem Hendrick Baron van Heerdt (1869–1906)

Er hatte zahlreiche Geschwister, von denen jedoch, ihn eingerechnet, nur vier erwachsen wurden, die anderen starben bereits als Kinder.

## Ehrungen (Auswahl)
- Ehrendoktorwürde der Universität Leiden (lateinisch Doctor math. et litt. humaniar honoris causa)
- Ehrendoktorwürde der Universität Utrecht (lateinisch Doctor medicinae honoris causa)
- 1850 wurde Bleeker zum Mitglied der Leopoldina gewählt.[7]
- 1855 korrespondierendes Mitglied der Königlich Niederländischen Akademie der Wissenschaften, ab 1862 Mitglied.[8]
- In der Zoologie wird „Bleeker“ als Autorenname verwendet.[9]

## Veröffentlichungen (Auswahl)
- Overzigt der geschiedenis van het Bataviaasch Genootschap van kunsten en wetenschappen van 1778–1853. In: Verhandelingen van het Bataviaasch Genootschap van Kunsten en Wetenschappen. Teil 25, Bataviaasch Genootschap van Kunsten en Wetenschappen, Batavia 1853, S. 1–24.
- Reis door de Minahassa en den Molukschen Archipel : gedaan in de maanden September en Oktober 1855 in het gevolg van den gouverneur generaal Mr. A.J. Duymaer van Twist. 2 Bände, Lange & Co, Batavia 1857.
- Conspectus systematis cyprinorum. In: Natuurkundig Tijdschrift voor Nederlandsch-Indië. 20, 1860 (niederländisch, biodiversitylibrary.org).
- Atlas ichtyologique des Indes rientales néerlandaises. Publié sous les auspices du gouvernement colonial néerlandais. 2 Bände. Smithsonian Institution, Washington DC 1977, ISBN 0-87666-636-5. (lib.s.kaiyodai.ac.jp Digitalisat der 9-bändigen Ausgabe von 1862 in der Bibliothek der Ozeanographischen Hochschule Tokio)
- Het partikulier landbezit op Java. In: De Gids. 27. Jahrgang, S. 19–29 (niederländisch, dbnl.org)